# Kijk me na
Kijk me na is een single van Simon Keizer en Paul de Munnik. Het is de tegenhanger van Sterker nu dan ooit van Nick Schilder en Thomas Acda en verscheen op het album 't Heerst van Acda en De Munnik.
Keizer en Schilder vormen normaliter Nick & Simon, de Munnik en Acda Acda en De Munnik. Er heeft onder leiding van muziekproducent Gordon Groothedde een "partnerruil" plaatsgevonden. Alle vier de heren traden op tijdens de Symphonica in Rosso-concerten van 2011.

## Hitnoteringen

### Nederlandse Top 40
| Hitnotering: 03-09-2011 t/m 12-11-2011 | Hitnotering: 03-09-2011 t/m 12-11-2011 | Hitnotering: 03-09-2011 t/m 12-11-2011 | Hitnotering: 03-09-2011 t/m 12-11-2011 | Hitnotering: 03-09-2011 t/m 12-11-2011 | Hitnotering: 03-09-2011 t/m 12-11-2011 | Hitnotering: 03-09-2011 t/m 12-11-2011 | Hitnotering: 03-09-2011 t/m 12-11-2011 | Hitnotering: 03-09-2011 t/m 12-11-2011 | Hitnotering: 03-09-2011 t/m 12-11-2011 | Hitnotering: 03-09-2011 t/m 12-11-2011 | Hitnotering: 03-09-2011 t/m 12-11-2011 | Hitnotering: 03-09-2011 t/m 12-11-2011 |
| Week:                                  | 1                                      | 2                                      | 3                                      | 4                                      | 5                                      | 6                                      | 7                                      | 8                                      | 9                                      | 10                                     | 11                                     |                                        |
| -------------------------------------- | -------------------------------------- | -------------------------------------- | -------------------------------------- | -------------------------------------- | -------------------------------------- | -------------------------------------- | -------------------------------------- | -------------------------------------- | -------------------------------------- | -------------------------------------- | -------------------------------------- | -------------------------------------- |
| Positie:                               | 13                                     | 9                                      | 7                                      | 11                                     | 13                                     | 17                                     | 21                                     | 33                                     | 33                                     | 36                                     | 39                                     | uit                                    |

### NederlandseSingle Top 100
| Hitnotering: 27-08-2011 t/m 26-11-2011 | Hitnotering: 27-08-2011 t/m 26-11-2011 | Hitnotering: 27-08-2011 t/m 26-11-2011 | Hitnotering: 27-08-2011 t/m 26-11-2011 | Hitnotering: 27-08-2011 t/m 26-11-2011 | Hitnotering: 27-08-2011 t/m 26-11-2011 | Hitnotering: 27-08-2011 t/m 26-11-2011 | Hitnotering: 27-08-2011 t/m 26-11-2011 | Hitnotering: 27-08-2011 t/m 26-11-2011 | Hitnotering: 27-08-2011 t/m 26-11-2011 | Hitnotering: 27-08-2011 t/m 26-11-2011 | Hitnotering: 27-08-2011 t/m 26-11-2011 | Hitnotering: 27-08-2011 t/m 26-11-2011 | Hitnotering: 27-08-2011 t/m 26-11-2011 | Hitnotering: 27-08-2011 t/m 26-11-2011 | Hitnotering: 27-08-2011 t/m 26-11-2011 |
| Week:                                  | 1                                      | 2                                      | 3                                      | 4                                      | 5                                      | 6                                      | 7                                      | 8                                      | 9                                      | 10                                     | 11                                     | 12                                     | 13                                     | 14                                     |                                        |
| -------------------------------------- | -------------------------------------- | -------------------------------------- | -------------------------------------- | -------------------------------------- | -------------------------------------- | -------------------------------------- | -------------------------------------- | -------------------------------------- | -------------------------------------- | -------------------------------------- | -------------------------------------- | -------------------------------------- | -------------------------------------- | -------------------------------------- | -------------------------------------- |
| Positie:                               | 2                                      | 2                                      | 1                                      | 4                                      | 6                                      | 14                                     | 13                                     | 20                                     | 15                                     | 30                                     | 47                                     | 53                                     | 67                                     | 96                                     | uit                                    |